# سوسکچه آلبوپونستاتوس
سوسکچه آلبوپونستاتوس (نام علمی: Trigonopterus aeneipennis) گونه‌ای از سرده سوسکچه‌های تریگونوپتروس می‌باشد.  این گونه سوسک قادر به پرواز کردن نیست و در نواحی مابین سوماترا، ساموآ، فیلیپین و کالدونیای جدید پراکنده می‌باشد.
در این گونه ساختار پاها به صورت یک پیچ و مهره زیستی عمل می‌کنند.